# Берестнев, Николай Михайлович
Николай Михайлович Берестнев (1867—1910) — русский бактериолог, доктор биологических наук, заведующий противочумной лабораторией на форте Александр I (1904—1908), директор бактериологического института Московского университета (1908—1910).

## Биография
Родился в Гродно. Окончил Слуцкую мужскую гимназию (1886). Учился на медицинском факультете Московского университета (1887—1891). Изучал бактериологию под руководством профессора Г. Н. Габричевского, которому много помогал в созидании московского бактериологического института (1895). 
Защитил докторскую диссертацию «Актиномикоз и его возбудители» (1897). После защиты состоял приват-доцентом Московского университета. Помощник директора московского бактериологического института (1895—1904). Принял участие в ряде научных экспедиций по изучению чумы в Индии и Батуми, малярии в Италии и в России. Работал в Бомбее по ликвидации эпидемии чумы (1900—1901).
Берестневым были изучены различные формы возбудителя чумы и особенности распространения этого заболевания. Берестнев установил цикл развития паразита малярии в теле комара и предложил модификацию способа Романовского для окраски возбудителя. Берестнев одним из первых применил химизацию для истребления личинок малярийных комаров; многократно выезжал в очаги чумы и малярии для их изучения и организации борьбы с этими заболеваниями.
В 1904 году стал заведующим противочумной лабораторией на форте Александр I в Кронштадте, созданной на базе Императорского института экспериментальной медицины. Бактериологическая лаборатория на форте «Александр I», производила противочумную сыворотку. Сотрудники лаборатории помимо научной работы проводили курсы для врачей с периферии по изучению бактериологии чумы. Сотрудники форта «Александр I» занимались также вопросами происхождения, течения и лечения лёгочной формы болезни.
После трагической смерти учителя — Г. Н. Габричевского занял должность директора Московского бактериологического института (1908).
Берестнев — председатель отделения бактериологии Общества любителей естествознания, антропологии и этнографии (с 1908), член Пироговского общества.
Берестнев написал ряд научных работ по бактериологии дифтерии, холеры, чумы и малярии. Основные научные труды:
- О приготовлении противодифтерийной сыворотки в Московском бактериологическом институте, Рус. арх. патол., клин. мед. и бактериол., т. 1, в. 1, с. 81, 1896;
- Актиномикоз и его возбудители, М., 1897; Окраска плазмодий малярии и других простейших по способу Романовского и его видоизменениям, Рус. арх. патол., т. 10, с. 339, 1900;
- О бактериологическом исследовании подозрительных по чуме больных и трупов, Вестн, обществ, гиг., май, с. 643, 1902.

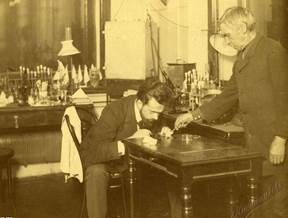
Н. М. Берестнев в бактериологической лаборатории Московского университета (1894)
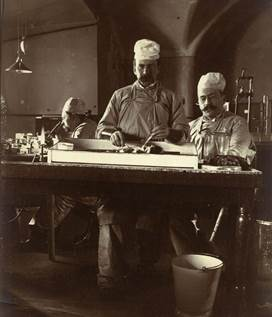
Н. М. Берестнев с сотрудниками в противочумной лаборатории Форта Александр I (1905).jpg
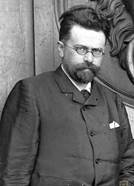
Николай Михайлович Берестнев (1909)